# Listă de cuvinte derivate de la nume de locuri
Aceasta este o listă de cuvinte derivate de la nume de locuri: țări, regiuni, orașe, râuri etc.
| Cuvânt     | Numit după                                                              |
| ---------- | ----------------------------------------------------------------------- |
| astrahan   | Astrahan, oraș din Rusia                                                |
| babilonie  | Babilon, oraș antic din Mesopotamia                                     |
| badminton  | Badminton, localitate din Marea Britanie                                |
| baionetă   | Bayonne, oraș în Franța                                                 |
| baldachin  | Baldacco, vechiul nume italienesc al orașului Bagdad, capitala Irakului |
| berlină    | Berlin, capitala Germaniei                                              |
| bikini     | Bikini, atol în Oceanul Pacific                                         |
| bordo      | Bordeaux, oraș în Franța                                                |
| brașoavă   | Brașov                                                                  |
| bujie      | Bejaia, oraș din Algeria                                                |
| cambrian   | Cambria, vechiul nume latin al Țara Galilor, Marea Britanie             |
| canadiană  | Canada                                                                  |
| cașmir     | Kashmir, regiune din India                                              |
| chihuahua  | Chihuahua, stat mexican                                                 |
| coniac     | Cognac, oraș și regiune în Franța                                       |
| cupru      | Cipru                                                                   |
| damasc     | Damasc, capitala Siriei                                                 |
| devonian   | Devon, comitat din Marea Britanie                                       |
| faianță    | Faenza, oraș în Italia                                                  |
| far        | Pharos, insulă lângă Alexandria, în Egipt                               |
| fazan      | Phasis, vechi râu din Colchida                                          |
| fes        | Fes, oraș în Maroc                                                      |
| gherlă     | Gherla, localitate în Transilvania                                      |
| grevă      | Place de la Greve, loc din Paris                                        |
| hamburger  | Hamburg, oraș în Germania                                               |
| havaiană   | Hawaii, insule în Oceanul Pacific                                       |
| havană     | Havana, capitala Cubei                                                  |
| jurasic    | Jura, masiv muntos din Europa de Vest                                   |
| laconic    | Laconia, regiune în Grecia                                              |
| limuzină   | Limousin, provincie istorică din Franța                                 |
| lipscan    | Lipsca, vechia denumire a orașului Leipzig din Germania                 |
| maioneză   | Mahón, capitala insulei Menorca                                         |
| meandru    | Maeander, fluviu din Asia Mică                                          |
| napolitană | Napoli, oraș în Italia                                                  |
| olandă     | Olanda                                                                  |
| olimpiadă  | Olimpia, oraș din Grecia                                                |
| palat      | Palatinum, cea mai înaltă din cele șapte coline ale Romei               |
| panama     | Panama                                                                  |
| parizer    | Paris, capitala Franței                                                 |
| pergament  | Pergam, vechi oraș din Asia Mică                                        |
| permian    | Perm, oraș în Rusia                                                     |
| piersică   | Persia                                                                  |
| rugby      | Rugby, localitate din Marea Britanie                                    |
| sodomie    | Sodoma, vechi oraș biblic din Palestina                                 |
| șampanie   | Champagne, regiune din Franța                                           |
| șarlatan   | Cerreto, localitate din Italia                                          |
| șvaițer    | Schweiz, numele german al Elveției                                      |
| tarantulă  | Taranto, oraș în Italia                                                 |
| tequila    | Tequila, localitate în Mexic                                            |
| velință    | Valencia, oraș spaniol                                                  |
| vernil     | Nil, fluviu în Africa                                                   |